# Cantón de Annecy-3
El cantón de Annecy-3 (en francés canton d'Annecy-3) es una circunscripción electoral francesa situada en el departamento de Alta Saboya y la región de Auvernia-Ródano-Alpes.
Fue creado en 1973. Al aplicar el decreto n.º 2014-153 del 13 de febrero de 2014 sufrió una redistribución comunal con cambios en los límites territoriales que entró en vigor en el momento de la renovación general de asamblearios departamentales en marzo de 2015.

## Composición
El cantón está formado por una fracción de Annecy y siete comunas.
- Argonay
- Charvonnex
- Épagny-Metz-Tessy
- Fillière
- Groisy
- Nâves-Parmelan
- Villaz